# Weerbaar en Student
Weerbaar en Student is een boek uit 1961 over de studentenweerbaarheid.
Het boek is geschreven door de praesides van de verschillende weerbaarheden onder eindredactie van E.H.A. de Mol van Otterloo, en beschrijft de geschiedenis van de verschillende corporale studentenweerbaarheden. In het boek staan verder beschrijvingen van verschillende activiteiten, zoals het bezoek van Lord Montgomery aan Amsterdam.
Zie ook: Weerbaar en Student · Weerbaarhedenlied · Prins Bernhardtrofee